# اعتراضات ۲۰۲۰ لیبی
اعتراضات ۲۰۲۰ لیبی شامل تظاهرات خیابانی به دلیل ارائه خدمات ضعیف در چندین شهر لیبی، از جمله شهرهای تحت کنترل دولت وفاق ملی در غرب (طرابلس، مصراته، زاویه) و شهرهای تحت کنترل ارتش ملی لیبی در شرق (بنغازی) و جنوب (سبها) لیبی بود.